# Kain Rivers
Kain Rivers (25 de junio de 2004, Kiev, Ucrania) — cantante ucraniano y ruso.

## Biografía
Kirill nació el 25 de junio de 2004 en Kiev. El padre es un negociante e inversor Dmitriy Zakon, también es su productor.
Kirill empezó a cantar a partir de tres años de edad. Interpreta canciones en idiomas ucraniano, ruso, inglés, español y chino.
En 2017 se hizo semifinalista de “New Wave Junior”, el participante de la primera temporada de reality-show “Batalla de Talentos” en el canal de televisión Muz-ТV, así como nominante para el premio “Kinder МUZ Awards” en la categoría “Cantante del año” del canal de televisión Muz-ТV.
Participó en los festivales de música “Atlas Weekend 2017”, “Mayovka Live 2018” del canal Мúsica 1, “Pokolenie NEXT” de la estación de radio KIDSFM, “VK Fest”, “Video-Zhara”, “FIFA FanFest 2018” en San Petersburgo entre otros.
En 2018 se hizo semifinalista del festival “Chernomorskiye igry” en Skadovsk.
Vencedor de la votación popular en el final de la ronda nacional eliminatoria de la “Eurovisión infantil 2018” de parte de Ucrania con la canción “Without Saying Goodbye”.
El semifinalista de la tercera temporada del proyecto ucraniano de televisión “La voz. Niños” en el canal 1+1 en el equipo de Potap.
Participante de la quinta temporada del proyecto de televisión “La voz. Niños” en el Piervy Kanal en el equipo de Basta.
Vencedor del programa Muz-Rascrutka en el canal Muz-TV.
En el agosto de 2018 lanzó el álbum debut “Zvezda” con 12 canciones.
En el otoño de 2018 fue lanzado el segundo álbum — “Música y ty”.
En 2018 actuó en calidad del protagonista en un cortometraje musical “Recordamos” dedicado a la memoria del Holocausto. La obra fue incluida a la lista de películas permanentes del memorial nacional israelita de Catástrofe (Holocausto) y Heroísmo “Yad Vashem”.

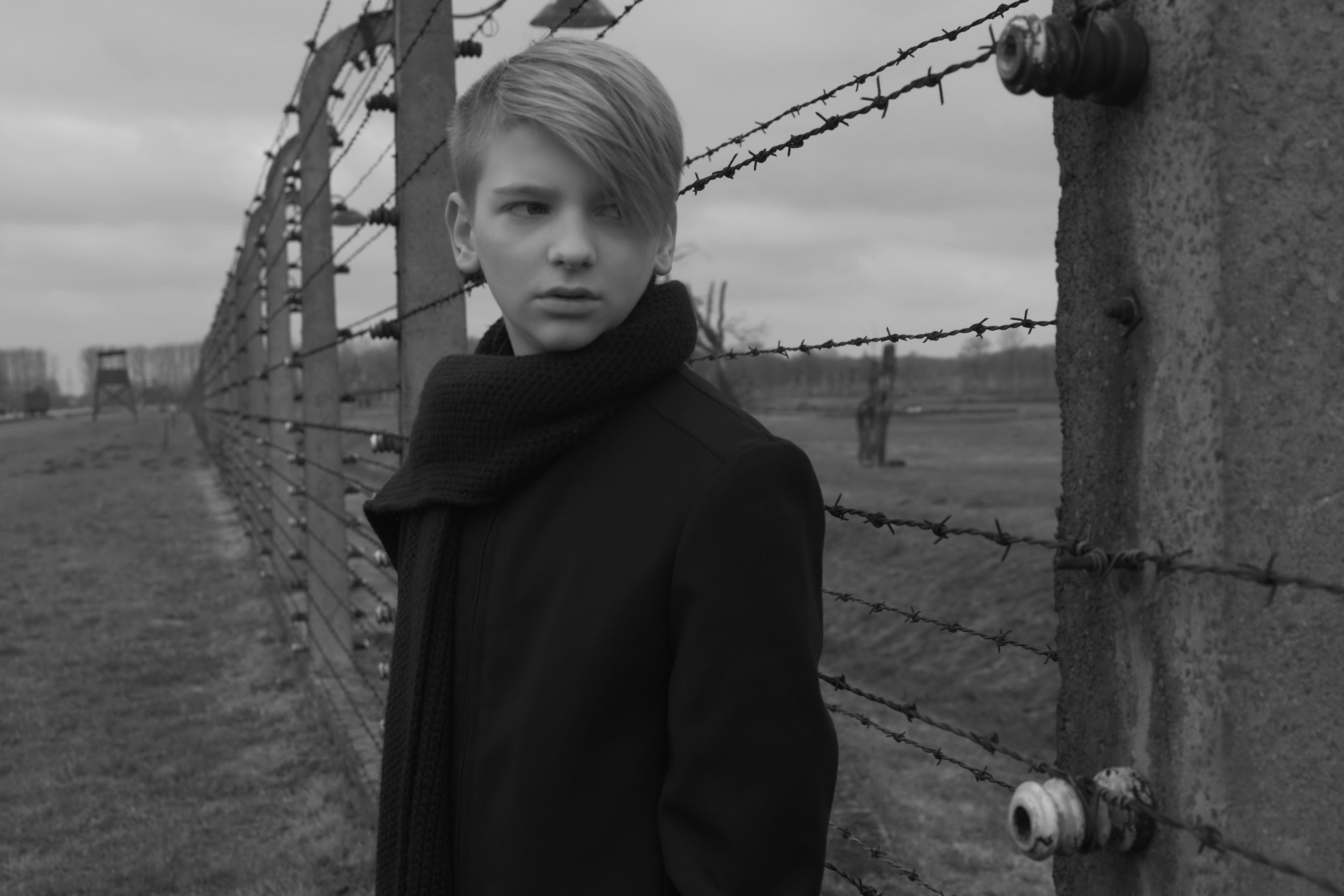
Auschwitz, 2018

En el febrero de 2019 salió el tercer álbum “Raneniy zver”.
En el abril de 2019 participó en el programa “Vecherniy Urgant”.
En el abril de 2019 actuó con un concierto en el show de la noche de “Murzilki LIVE” en AvtoRadio.
En 2019 para el álbum “Believe”, Kirill grabó la canción “Faded” con la cantante Polina y los DJ’s Digital Farm Animals, así como la canción “Be My Nirvana” con Filatov & Karas.
Las canciones interpretadas por Kirill ocuparon los puestos altos en unos charts.
Lanzó más de 50 videos de música.

## Discografía

### Álbumes
- 2018 — “Zvezda” (Make It Music, The Orchard)
- 2018 — “Musycanty” (Make It Music, The Orchard)
- 2019 — “Raneniy zver” (Make It Music, The Orchard, Warner Music Group)
- 2019 — «Believe» (Warner Music Group)

### Recopilaciones
- 2018 — “Prekrasnoye dalyoko” (Kain Rivers production)

### Sencillos
- 2017 — More
- 2017 — Posvyascheniye
- 2017 — V nebo
- 2017 — Snezhnaya
- 2018 — We Remember
- 2018 — Pomnim
- 2018 — 8 chudo (ft. NEBO5)
- 2018 — Ty pakhnesh letom
- 2018 — Sila
- 2018 — Yey so mnoy kruto
- 2018 — 冷心 | Frozen heart (Chinese version)
- 2018 — 酒窝 I Dimples (Chinese version)
- 2018 — Chupa Chups
- 2018 — Byli ili net
- 2018 — Bez proschannya
- 2018 — Zhadno
- 2018 — Okean
- 2018 — Skazozhniy siuzhet (ft. Dan & Mukhammed)
- 2018 — Raneniy zver
- 2019 — Tothesky
- 2019 — Dying without you
- 2019 — Comeback
- 2019 — Dreams
- 2019 — Far far away
- 2019 — I am a rebel
- 2019 — Faded
- 2019 — Without Saying Goodbye
- 2019 — Believe
- 2019 — Middle of the Night
- 2019 — Moving slowly
- 2019 — Kind Of Love
- 2019 — Te Amo